# Château de Matsumoto
Le château de Matsumoto (松本城, Matsumoto-jō) est l'un des châteaux historiques du Japon. Situé dans la ville de Matsumoto, dans la préfecture de Nagano, à proximité de Tokyo, son attrait touristique est très fort. Il est surnommé « le corbeau » en raison de sa couleur noire. Il fait partie des douze derniers authentiques châteaux japonais. 

## Histoire
Le château a ses origines dans la période Sengoku, plus exactement sa construction est entreprise en 1504, soit quinze ans avant le château de Chambord en France. À cette époque, le clan Ogasawara avait construit un fort sur le site, qui se nommait à l'origine « château Fukashi ». Plus tard, il eut un rôle important dans le clan Takeda Shingen et Tokugawa Ieyasu. Comme de nombreux châteaux au Japon, il n'a jamais été au cœur des combats. Outre son rôle dissuasif, il était avant tout construit pour montrer la puissance du clan dans cette période de tentatives de dominations du Japon. Ne disposant pas de salle de cuisine ni de latrines, aucun seigneur ni aucun soldat n'ont vécu au château[réf. nécessaire]. Les carpes des douves n'ont qu'un rôle d'apparat et rejoignent l'objet général de l’édifice.[pas clair]
La tour principale du château est classée « trésor national du Japon ».

## Description

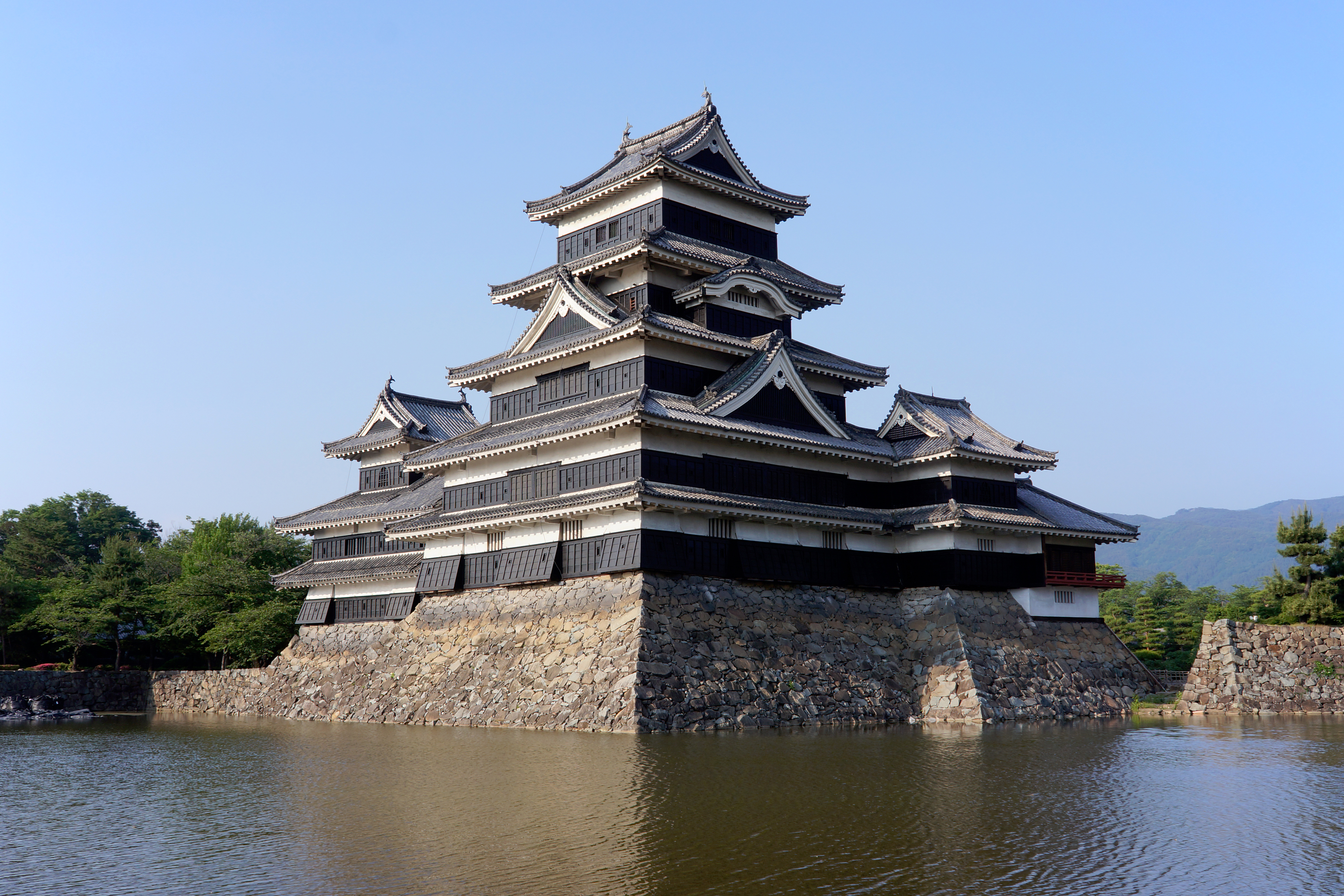
Tour du donjon.

Le château est constitué de deux bâtiments, l'un de trois étages et l'autre de cinq, tous deux érigés dans les années 1593-1594. Toutefois, un 6eme étage est caché entre le deuxième et le troisième. Moins haut que les autres et sans fenêtre, il servait à stocker les vivres et les munitions. Les deux édifices reposent sur un puissant socle de pierre et sont entourés de douves. Censés démontrer la puissance des maîtres des lieux, ils étaient conçus comme ouvrages de défense. Mais depuis leur sommet, on jouissait d'une vue unique sur les environs.
Le sol étant meuble du fait de la présence d'eau, il fut construit sur pilotis avec seize énormes troncs cachés dans sa base de pierres. À cause du danger que représente le pourrissement, ils ont été remplacés par des piliers de béton. De même que la plupart des châteaux au Japon construits pendant la période Sengoku où il fallait les construire rapidement, l'usage du bois a été préféré à celui de la pierre. Afin de le protéger des flammes, la structure est recouverte de plâtre très épais.  
La pièce de la Lune (en bas à droite sur la photo ci-dessus) est postérieure au château défensif et fut réalisée en 1633 : on dit qu'il est possible d'admirer trois lunes grâce aux différents reflets : dans le ciel, dans l'eau des douves et dans le saké.